# Jiří Suchý
Jiří Suchý (ur. 1 października 1931 w Pilźnie) – czeski aktor; współzałożyciel praskiego teatru Semafor.
W 2013 roku został odznaczony Orderem Tomáša Garrigue Masaryka I klasy.